# We Have All the Time in the World
We Have All the Time in the World – piosenka z 1969 roku nagrana przez amerykańskiego muzyka Louisa Armstronga. Muzykę napisał brytyjski kompozytor i dyrygent John Barry, a tekst Amerykanin Hal David. Utwór pojawił się w filmie z serii o przygodach Jamesa Bonda, W tajnej służbie Jej Królewskiej Mości (1969). Jest to drugi przewodni utwór w filmie, obok tytułowej instrumentalnej kompozycji „On Her Majesty’s Secret Service” w wykonaniu The John Barry Orchestra.
Utwór jest sentymentalną balladą miłosną, która wykorzystywana jest jako tło filmowe dla sekwencji z udziałem Jamesa Bonda (George Lazenby) i jego żony, Tracy Draco (Diana Rigg).

## Historia
W 1969 roku, na dwa lata przed śmiercią, Armstrong nagrał partię wokalną do utworu „We Have All the Time in the World”, która stała się muzycznym tłem w filmie W służbie Jej Królewskiej Mości, pierwszym i jedynym w serii przygód agenta 007, w którym w rolę Jamesa Bonda wcielił się australijski aktor i model George Lazenby. W przypadku tej piosenki amerykański muzyk jazzowy nie mógł wykorzystać trąbki, czyli swojego nieodłącznego atrybutu, ponieważ przez postępującą chorobę nie był w stanie zagrać na tym instrumencie. Podczas nagrywania Armstrong pytał Hala Davida, czy wszystko robi w porządku. David zapewniał go, że był „absolutnie doskonały”. Piosenka okazała się szczególnym dziełem, ponieważ był to ostatni utwór, który Armstrong nagrał przed śmiercią, która nastąpiła w lipcu 1971 roku.
Tytuł utworu zaczerpnięto z powieści Iana Fleminga, w której, będący w szoku, Bond mówi do policjanta, że jego zamordowana żona wcale nie umarła i wypowiada słowa We have all time in the world (tłum. mamy cały w świecie czas).
Kiedy po latach zapytano Johna Barry’ego, które piosenki z cyklu o przygodach Bonda są jego ulubionymi, to wyróżnił między innymi kompozycję „We Have All the Time in the World”. W jednym z wywiadów Barry, na temat współpracy z Armstrongiem, powiedział, że „Wspaniale mi się z nim pracowało. To jedno z najcenniejszych doświadczeń w moim życiu”.

## Reklama i reedycja
W 1994 roku w Wielkiej Brytanii piosenka zdobyła ponowny rozgłos i popularność, gdy pojawiła się jako tło muzyczne w reklamie irlandzkiego piwa Guinness. Reedycja singla z utworem „We Have All the Time in the World” osiągnęła 3. miejsce na głównej brytyjskiej liście przebojów Official Singles Chart Top 100.
Według wyników ankiety przeprowadzonej w 2009 roku, czterdzieści lat po wydaniu albumu, longplay ze ścieżką dźwiękową do filmu W tajnej służbie Jej Królewskiej Mości został wybrany najlepszym soundtrackiem ze wszystkich albumów z serii o przygodach Bonda, które opublikowano przed 2009 rokiem.

## Listy przebojów
| Kraj | Lista                          | Pozycja | Źr.    |
| ---- | ------------------------------ | ------- | ------ |
| EU   | Eurochart Hot 100 Singles      | 8       | [ 9 ]  |
| IE   | Top 100 Singles                | 4       | [ 10 ] |
| PL   | LP3                            | 29      | [ 11 ] |
| GB   | Official Singles Chart Top 100 | 3       | [ 8 ]  |

## Wersje innych wykonawców
Źródło: 
- 1970: Vic Damone
- 1992: Shirley Bassey
- 1993: My Bloody Valentine
- 1993: Tindersticks
- 1996: Fun Lovin’ Criminals
- 1997: David Arnold feat. Iggy Pop (film Obłęd, 2005[13])
- 1998: Michael Ball
- 2007: The Puppini Sisters
- 2010: Alfie Boe
- 2019: The Specials (jako „All the Time in the World”)